# Тёрнер, Линн
Линн Элисон Тёрнер (англ. Lynne Alison Turner; род. 31 июля 1941, Сент-Луис) — американская арфистка.
Родилась в еврейской семье: отец, Сол Тёрнер (1905—1979), выходец из России, играл на скрипке в Сент-Луисском симфоническом оркестре (1931—1943) и в Чикагском симфоническом оркестре (1943—1949 и 1963—1979), мать, Эвелин Тёрнер, урождённая Кляйн, была пианисткой. Младший брат Линн Тёрнер, Ричард, также стал арфистом.
С восьми лет начала учиться игре на фортепиано у своей матери, в десятилетнем возрасте по предложению отца перешла на арфу и уже в 14 лет дебютировала с Чикагским симфоническим оркестром в серии концертов для молодёжи. Училась в Чикаго у Альберто Сальви, в 1959 году отправилась для завершения обучения в Парижскую консерваторию, где занималась под руководством Пьера Жаме.
В 1962 году выиграла Международный конкурс арфистов в Израиле. В том же году дирижёром Фрицем Райнером была принята второй арфисткой в Чикагский симфонический оркестр, где стала одной из трёх женщин-оркестранток; остаётся участницей этого оркестра до настоящего времени (2022), являясь старейшим действующим оркестрантом.